# Caminus
Caminus é um gênero de esponja marinha da família Geodiidae.

## Espécies
- Caminus albus Pulitzer-Finali, 1996
- Caminus awashimensis Tanita, 1969
- Caminus carmabi Van Soest, Meesters & Becking, 2014
- Caminus chinensis Lindgren, 1897
- Caminus jejuensis Shim & Sim, 2012
- Caminus primus Sim-Smith & Kelly, 2015
- Caminus sphaeroconia Sollas, 1886
- Caminus strongyla (Hoshino, 1981)
- Caminus vulcani Schmidt, 1862
- Caminus xavierae Díaz & Cárdenas, 2024